# Todas as Coisas e Eu
Todas as Coisas e Eu é um álbum de estúdio da cantora Gal Costa, lançado em 2003 pela gravadora Indie Recordsem parceria com a gravadora Som Livre. O álbum vendeu mais de 100 mil cópias no Brasil.

## Faixas
| N.º | Título                                                               | Compositor(es)                                                 | Duração |  |
| 1.  | "Linda Flor (YaYá) (Ai, Yô Yô)"                                      | Cândido Costa, Henrique Vogeler, Luiz Peixoto, Marques Porto   | 4:39    |  |
| 2.  | "Sábado em Copacabana / Copacabana"                                  | Carlos Guinle, Dorival Caymmi / Alberto Ribeiro, João de Barro | 3:46    |  |
| 3.  | "Nossos Momentos"                                                    | Haroldo Barbosa, Luis Reis                                     | 3:34    |  |
| 4.  | "Pra Machucar Meu Coração"                                           | Ary Barroso                                                    | 3:34    |  |
| 5.  | "Dono dos Teus Olhos"                                                | Humberto Teixeira                                              | 2:23    |  |
| 6.  | "Brigas"                                                             | Evaldo Gouveia, Jair Amorim                                    | 3:53    |  |
| 7.  | "Fim de Caso"                                                        | Dolores Duran                                                  | 3:42    |  |
| 8.  | "Nervos de Aço"                                                      | Lupicínio Rodrigues                                            | 3:47    |  |
| 9.  | "Alguém Como Tu"                                                     | Jair Amorim, José Maria de Abreu                               | 2:47    |  |
| 10. | "Ave Maria no Morro"                                                 | Herivelto Martins                                              | 3:18    |  |
| 11. | "Chora Tua Tristeza"                                                 | Luvercy Fiorini, Oscar Castro Neves                            | 3:05    |  |
| 12. | "Kalu"                                                               | Humberto Teixeira                                              | 2:36    |  |
| 13. | "Folhas Secas"                                                       | Guilherme de Brito, Nelson Cavaquinho                          | 3:41    |  |
| 14. | "E Daí? (Proibição Inútil e Ilegal)"                                 | Miguel Gustavo                                                 | 3:09    |  |
| 15. | "O Orvalho Vem Caindo / Fita Amarela / Até Amanhã / Palpite Infeliz" | Kid Pepe, Noel Rosa / Noel Rosa / Noel Rosa / Noel Rosa        | 4:27    |  |

## Certificados e vendas
| País (Provedor) | Disco Especifico | Certificação | Vendas   |
| --------------- | ---------------- | ------------ | -------- |
| Brasil (ABPD)   | CD               | Ouro         | +100.000 |